# William Whittlesey
William Whittlesey († 5. Juni 1374 in Lambeth, London, England) war von 1362 bis 1364 Bischof von Rochester, von 1363 bis 1368 Bischof von Worcester und von Oktober 1368 bis Juni 1374 Erzbischof von Canterbury.

## Leben
Whittlesey wurde vermutlich in der Grafschaft Cambridgeshire geboren und studierte in Oxford. Er ist der Neffe von Simon Islip, der von 1349 bis 1366 ebenfalls Erzbischof von Canterbury war. Am 10. September 1349 wurde Whittlesey zum Master von Peterhouse ernannt, trat 1351 jedoch zurück. Im Oktober 1360 wurde er zum Bischof von Rochester gewählt. Seine Weihe erfolgte am 6. Februar 1362. Am 6. März 1364 wurde er Bischof von Worcester, ehe er am 11. Oktober 1368 als Nachfolger von Simon Langham Erzbischof von Canterbury wurde. Seine Amtszeit als Erzbischof blieb jedoch bedingt durch seinen sich verschlechternden Gesundheitszustand ereignislos. In der Nacht vom 5. auf den 6. Juni 1374 starb er in Lambeth.